# رودريغو كولومبو
رودريغو كولومبو (بالإسبانية: Rodrigo Colombo)‏ (19 نوفمبر 1992 في الأرجنتين - ) هو لاعب كرة قدم أرجنتيني في مركز الدفاع.

## روابط خارجية
- رودريغو كولومبو على موقع قاعدة بيانات كرة القدم.إي يو (الإنجليزية)
- رودريغو كولومبو على موقع Soccerway.com (الإنجليزية)